# Андрес Салуметс
Андрес Салуметс (ест. Andres Salumets; 19 травня 1971, Йихві) — естонський біолог та біохімік, дійсний професор кафедри репродуктивної медицини Тартуського університету.

## Біографія
Він закінчив бакалаврську та магістерську програми Тартуського університету в 1993 та 1995 роках відповідно. В жовтні 2003 року він отримав ступінь кандидата наук в Гельсінському університеті за дисертацію «Ефекти ембріологічних параметрів на успіх миттевої за замороженої ембріоної пересадки».